# Restio scaberulus
Restio scaberulus là một loài thực vật có hoa trong họ Restionaceae. Loài này được N.E.Br. miêu tả khoa học đầu tiên năm 1900.